# 戎攻姜之战
戎攻姜之战，是指戎人攻灭姜邑的戰爭。
周宣王三十九年（前789年），姜戎攻至千亩（周宣王的籍田，可能在镐京附近），王师战败，周宣王在奄父帮助下才逃脱。周宣王四十年（前788年），戎人兴兵，攻灭了姜邑（今陕西省扶风县东）。